# Сенфорд (Нью-Йорк)
Сенфорд (англ. Sanford) — місто (англ. town) в США, в окрузі Брум штату Нью-Йорк. Населення — 2239 осіб (2020).

## Демографія
Згідно з переписом 2010 року, у місті мешкало 2407 осіб у 970 домогосподарствах у складі 674 родин. Було 1739 помешкань
Расовий склад населення:
| - 98,3 % — білих - 0,5 % — чорних або афроамериканців - 0,1 % — корінних американців - 0,1 % — азіатів |

До двох чи більше рас належало 0,7 %. Частка іспаномовних становила 1,6 % від усіх жителів.
За віковим діапазоном населення розподілялося таким чином: 22,2 % — особи молодші 18 років, 58,9 % — особи у віці 18—64 років, 18,9 % — особи у віці 65 років та старші. Медіана віку мешканця становила 45,2 року. На 100 осіб жіночої статі у місті припадало 101,1 чоловіків;  на 100 жінок у віці від 18 років та старших — 101,8 чоловіків також старших 18 років.
Середній дохід на одне домашнє господарство  становив 57 178 доларів США (медіана — 42 708), а середній дохід на одну сім'ю — 65 039 доларів (медіана — 53 056). Медіана доходів становила 43 500 доларів для чоловіків та 32 308 доларів для жінок. За межею бідності перебувало 9,6 % осіб, у тому числі 10,0 % дітей у віці до 18 років та 7,7 % осіб у віці 65 років та старших.
Цивільне працевлаштоване населення становило 903 особи. Основні галузі зайнятості: освіта, охорона здоров'я та соціальна допомога — 27,7 %, науковці, спеціалісти, менеджери — 13,1 %, будівництво — 11,3 %.